# 韋希根

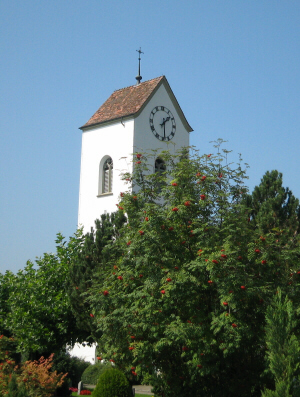

韋希根是瑞士的城鎮，位於該國中西部，由伯恩州負責管轄，面積24.83平方公里，海拔高度583米，2011年人口4,691，七成半人口信奉基督教，人口密度每平方公里189人。